# 浦那足球俱乐部
浦那足球俱樂部（英語：Pune Football Club）是一家設於印度馬哈拉施特拉邦浦那的足球俱樂部，球隊目前於印度頂級聯賽印度足球甲級聯賽參賽。 該球隊是印度足球史上最專業的足球俱樂部之一，包括建立專業的一線足球隊體系，以及專注於青年足球發展等。
浦那足球俱樂部建立於2007年，球隊在2009年晉升至印度足球甲級聯賽，並參加2009–10年印甲賽季在首次印甲賽季，球隊不可思議地獲得季軍成績，接著等到2012–13年印甲賽季時，打破先前紀錄，奪得亞軍。
浦那目前與同在馬哈拉施特拉邦的孟買互為對抗關係，不時舉辦名為馬哈德比足球對抗賽。
在浦那還有一支球隊名為浦那城足球會（FC Pune City），該球隊目前參加印度超級聯賽，兩球隊名稱相近，但是不是同一支的球隊。

## 歷史

### 建立
2007年，印度足球體系開始進行重整，其中最主要的改革是建立印度足球甲級聯賽，取代之前的印度國家足球聯賽 然而，儘管全印度足球協會重整全國足球體系，但仍然很難吸引投資者成立新的足球俱樂部，特別是在西孟加拉省、果阿邦、印度東北部省份非常明顯，儘管這三省份擁有足夠的球迷，以及球員們擁有良好的薪資，但這些省份的足球俱樂部在賺取利潤上仍是困難。
2007年，總部位於馬哈拉施特拉邦皮拉马尔集团決定在浦那成立一支職業足球俱樂部，儘管浦那在體育發展上才剛剛開始，尤其當時浦那較盛行板球，足球風氣尚未盛行，集团仍然決定在浦那建立新俱樂部。

### 2008–2009年

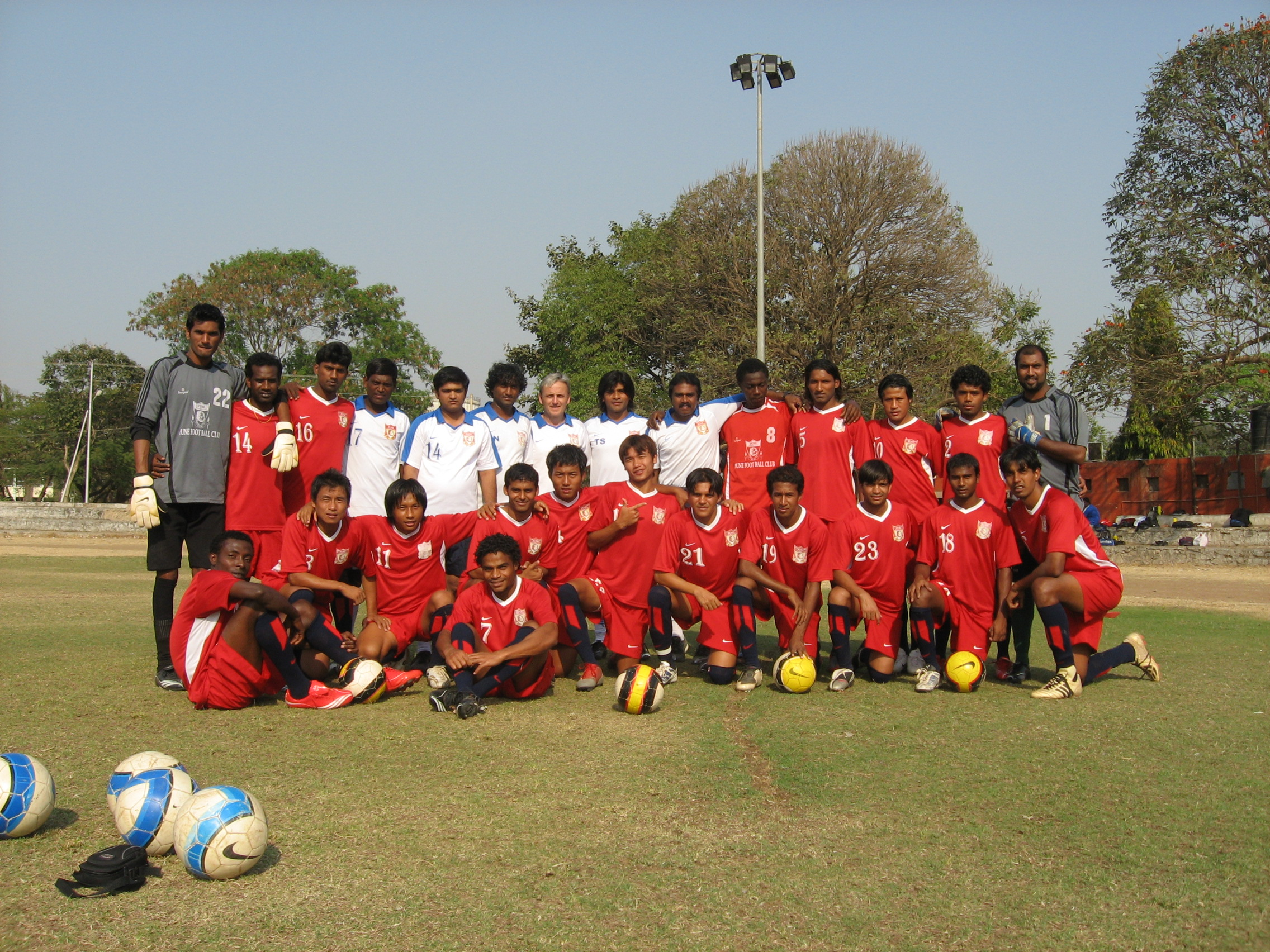
2008年浦那足球俱樂部球員與總教練

浦那足球俱樂部在2008年準備參加印度足球乙級聯賽，時任總教練為英國籍的斯圖亞特·霍爾，當時球隊中許多球員都是沒沒無聞的一群人，球隊在2008年印度足球乙級聯賽賽季被分到A組，與瓦斯科、石油与天然气公司、印度斯坦航空、帕亚联同一組，儘管球隊在賽季中，將總教練從霍爾換成曾任北愛爾蘭足球代表隊的伯纳德·麦克纳利，在賽季結束時，浦那仍然在小組中排行第三。
2009年，浦那在2009年印度足球乙級聯賽賽季前，重新聘任霍爾為總教練，並盡力調整球隊陣容。在2009年球季結束後，浦那以第四名之姿晉升至印度足球甲級聯賽。

### 2009–2013年
浦那足球俱樂部首次參加至印度足球甲級聯賽賽季是2009–10年賽季，在開賽時，球隊決定以巴勒瓦迪体育中心為主場。 在賽季開始前，球隊從東孟加拉簽下印度國家足球隊的1號守門員蘇布拉提·貝爾，以及從马辛德拉联簽下日本籍的和泉新，球隊並再度換掉霍爾，聘請德里克·佩雷拉為總教練， 佩雷拉之前是马辛德拉联總教練，曾帶領马辛德拉联奪得2006年印度國家足球聯賽冠軍，以及一座印度聯合會盃冠軍，並在2007年亞洲足協盃帶領球隊打進八強。
2009年10月3日，浦那第一次在印甲聯賽的賽事是在主場對上東孟加拉，該場比賽最後以0-0打平。，在第一場比賽後，浦那獲得0勝5平2負的成績，直到2010年2月9日以2-1擊敗贾加蒂特棉纺後，球隊才贏得在印甲的第一場賽事。 在2009–10年賽季結束後，雖然在賽季前表現較差，但在賽季結束後還是以季軍收場
2011年6月23日，浦那足球俱樂部建立浦那U-19足球俱樂部。然後在2011年7月25日，浦那巴西籍前鋒埃德马·菲盖拉轉會至葡超的費倫斯體育會，這是首位印度聯賽的球員，轉會至歐洲足聯五年評分前10名歐洲球會的球員。2011年9月26日，浦那宣布將與英超球隊布萊克本流浪者進行一場有誼賽，這讓浦那成為首支印度球隊與英超球隊進行友誼賽。比賽於2011年10月7日在巴勒瓦迪体育中心舉行，比賽最後以0-3布萊克本流浪者勝利收場。2011年10月22日，浦那為了提升俱樂部在大眾傳媒推廣能力，宣布將與印度IT產業龍頭印孚瑟斯結盟。2012年6月11日，浦那中場莱斯特·费尔南德斯以200萬盧比轉會至帕亞聯，這是首位在印甲內轉會的球員。
浦那足球俱樂部在2012–13年印甲賽季成績以亞軍收場，僅次於邱吉爾兄弟，這是浦那目前在印甲最好的紀錄。

### 2013–2014年
在2012–13年印甲賽季結束後，佩雷拉宣布將辭去總教練一職，並返回在踢球時的前東家萨尔高卡職掌總教練，在佩雷拉辭去後不久，浦那與荷蘭籍前荷甲維特斯總教練麦克·斯诺埃達成協議，由斯诺埃執掌浦那總教練一職。
在更換總教練之際，球隊陣容也做了更換，南丹·皮拿莫開始提拔年輕有潛力的球員，並與資深的球員搭配，期望年長球員能有效率地將經驗傳授給年輕球員。球隊另簽下瑞典足球超甲級聯賽的卡拉姆·安格斯，前澳洲職業足球聯賽的詹姆斯·梅耶，以及曾代表赤道畿內亞國家足球隊出賽2012年非洲國家盃的劳尔·法比亚尼等外籍球員。
2013年，浦那首次參加的大型賽事是2013年杜蘭德盃，在這場賽事，浦那派出多名浦那U-19足球俱樂部與賽塔諾·科斯塔、夏辛拉爾·梅勒帝、普拉卡什·托拉特等三名一線球員搭配的陣容參賽，但是球隊後來沒有在小組賽出線。球隊後來於2013年9月21日開始首場2013-14年印甲賽季比賽，對手是伊斯兰教徒，浦那結果以3-1獲勝。

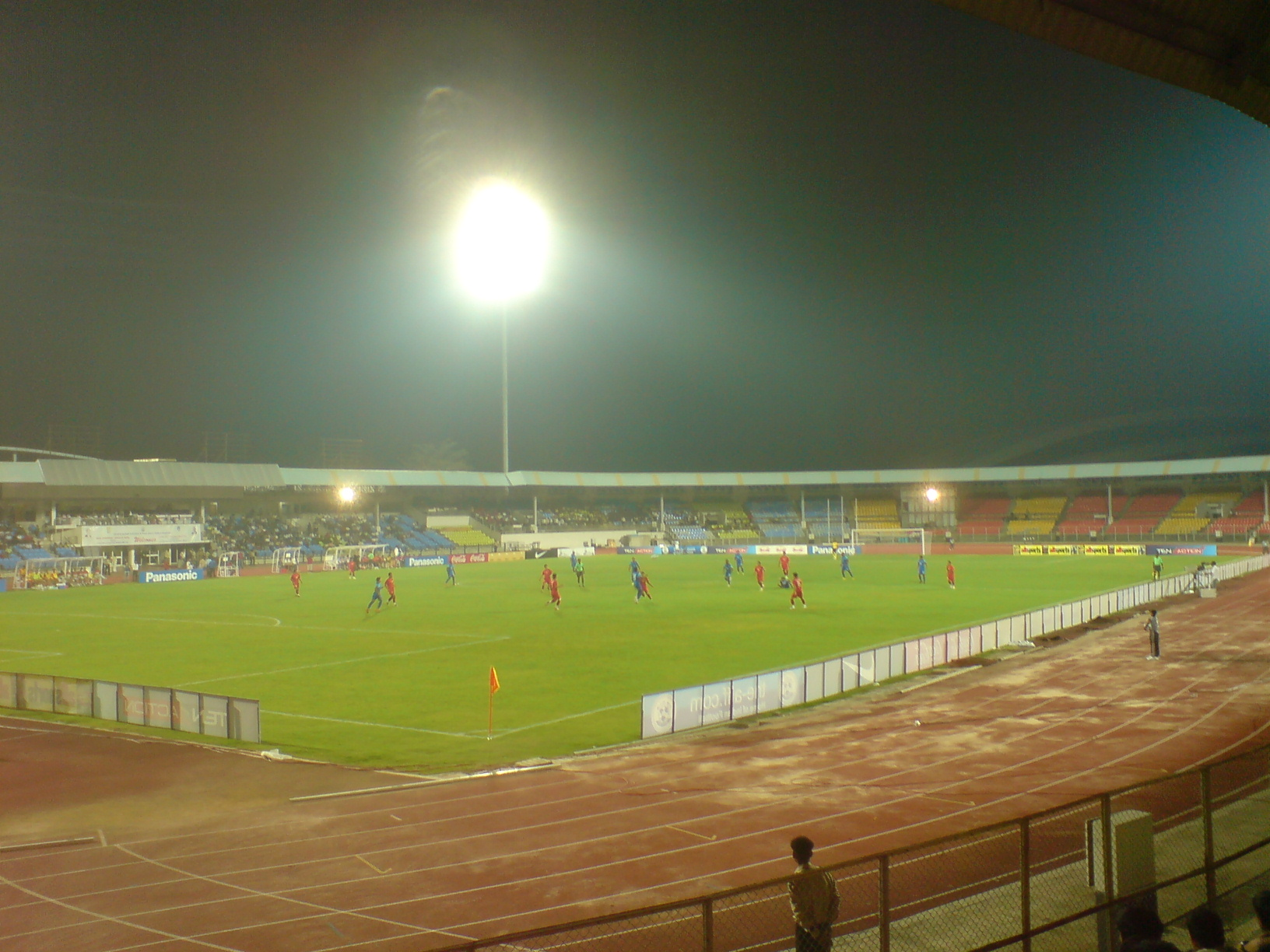
巴勒瓦迪体育中心

2014年1月29日，浦那首次參加國際級賽事2014年亞足聯冠軍聯賽外圍賽第一輪，對手是越南国家足球锦标赛的河內T&T足球俱樂部，但是浦那最後以0-3落敗，無緣晉級外圍賽第二輪。

## 主場
自浦那足球俱樂部參加印度足球甲級聯賽起，球隊主場比賽一直以浦那郊區巴勒瓦迪的巴勒瓦迪体育中心為主，球場在2008年曾舉行過2008年大英國協青年運動會部分賽事。球隊在浦那教區另有一座名為馬穆迪（Mamurdi）的訓練場地。

## 著名球員
| - 埃德马·菲盖拉 - 多侯·皮耶尔 - 卡拉姆·安格斯 - 劳尔·法比亚尼 | - 曼喬·凱塔 - 杰杰·拉比盧亞 - 格金德·庫馬爾 - 蘇布拉提·貝爾 | - 蘇巴斯·辛格 - 裡加·穆斯塔法 - 奇卡·瓦利 - 詹姆斯·莫高 |

## 外部連結
- Official website （页面存档备份，存于）